# Departamento Federal del Interior
El Departamento Federal del Interior (DFI) (en alemán Eidgenössisches Departement des Innern - EDI, en francés département fédéral de l'intérieur - DFI, en italiano dipartimento federale dell'interno - DFI) es uno de los siete departamentos o ministerios del Consejo Federal de Suiza.
Actualmente la encargada del departamento es la Consejera federal Élisabeth Baume-Schneider.
Con la creación del Estado federal en 1848, el departamento fue creado bajo el nombre de Departamento del Interior. Su nombre actual le fue atribuido en 1979. A diferencia de otros países en los que este ministerio es responsable de la seguridad nacional junto con el de Defensa, en Suiza el DFI se encarga de labores y funciones de bienestar social, cultura, vivienda y censo. Las competencias de seguridad nacional pertenecen al Departamento de Justicia y Policía, y al Departamento de Defensa y Protección de la Población.

## Dependencias
- Secretaría General
  - Secretaría de la Comisión Federal contra el Racismo
  - Servicio de Lucha contra el Racismo
  - Oficina Federal para la Igualdad de las Personas Discapacitadas
- Oficinas:
- Oficina Federal para la Igualdad entre Mujeres y Hombres (EBG/BFEG)
  - Oficina Federal de Cultura (BAK/OFC)
    - Biblioteca Nacional Suiza (NB/BN)

  - Archivos Federales Suizos (BAR/AFS)
  - Oficina Federal de Meteorología y Climatología (MeteoSwiss)
  - Oficina Federal de Salud Pública (BAG/OFSP)
  - Oficina Federal de Estadística (BFS/OFS)
  - Oficina Federal de Seguros Sociales (BSV/OFAS)
  - Secretaría de Estado para la Educación e Investigación (SBF/SER)

Oficinas dependientes del DFI:
- Sector de las Escuelas Politécnicas Federales
- Swissmedic, Instituto Suizo de Productos Terapéuticos
- Museo Nacional Suizo (SNM/MNS)

## Consejeros federales jefes del departamento
| - 1848-1857: Stefano Franscini - 1857-1863: Giovanni Battista Pioda - 1864: Karl Schenk - 1865: Jakob Dubs - 1866-1870: Karl Schenk - 1871-1872: Jakob Dubs - 1872-1873: Karl Schenk - 1874-1875: Josef Martín Knusel - 1876-1878: Numa Droz - 1879-1884: Karl Schenk - 1885: Adolf Deucher - 1886-1895: Karl Schenk | - 1895-1897: Eugène Ruffy - 1898-1899: Adrien Lachenal - 1900-1903: Marc-Emile Ruchet - 1904-1905: Ludwig Forrer - 1906-1910: Marc-Emile Ruchet - 1911: Josef Anton Schobinger - 1912: Marc-Emile Ruchet - 1912: Camille Decoppet - 1913: Louis Perrier - 1913-1917: Felix Calonder - 1918-1919: Gustave Ador - 1920-1928: Ernest Chuard | - 1929: Marcel Pilet-Golaz - 1930-1934: Albert Meyer - 1934-1959: Philipp Etter - 1960-1973: Hans-Peter Tschudi - 1974-1982: Hans Hürlimann - 1983-1986: Alphons Egli - 1987-1993: Flavio Cotti - 1994-2002: Ruth Dreifuss - 2003-2009: Pascal Couchepin - 2009-2011: Didier Burkhalter - 2012-2023: Alain Berset - desde 2024: Élisabeth Baume-Schneider |